# Drag Race Down Under (quarta edizione)
La quarta edizione di Drag Race Down Under andrà in onda in Australia e Nuova Zelanda dal 1º novembre 2024 sulla piattaforma streaming australiana Stan e sull'emittente televisiva neozelandese TVNZ+. A differenza delle edizioni precedenti, Michelle Visage ha sostituito RuPaul nei panni di presentatrice dello show, con alcune ex concorrenti che hanno preso parte del programma in qualità di giudici.
Il 10 ottobre 2024 sono state annunciate le dieci concorrenti, provenienti da tutta l'Australia e la Nuova Zelanda, per essere incoronate Down Under's Next Drag Superstar.

## Concorrenti
Le dieci concorrenti che prendono parte al reality show sono:
| Concorrente      | Vero nome                | Età | Città                      | Posizionamento |
| ---------------- | ------------------------ | --- | -------------------------- | -------------- |
| Lazy Susan       | Robert Sinclair ten Eyck | 32  | Melbourne – Australia      | Vincitrice     |
| Mandy Boobs      | Andrew Goldberg          | 33  | Brisbane – Australia       | Finaliste      |
| Vybe             | Angus Roberts            | 32  | Sydney – Australia         | Finaliste      |
| Freya Armani     |                          | 24  | Brisbane – Australia       | 4º posto       |
| Nikita Iman      | Tony                     | 27  | Auckland – Nuova Zelanda   | 5º posto       |
| Max Drag Queen   | Max                      | 24  | Melbourne – Australia      | 6º posto       |
| Brenda Bressed   | Bryce Gibson             | 24  | Melbourne – Australia      | 7º posto       |
| Lucina Innocence |                          | 28  | Auckland – Nuova Zelanda   | 8º posto       |
| Karna Ford       |                          | 27  | Sydney – Australia         | 9º posto       |
| Olivia Dreams    |                          | 26  | Wellington – Nuova Zelanda | 10º posto      |

## Tabella eliminazioni
| Ordine | Episodi | Episodi | Episodi | Episodi | Episodi | Episodi | Episodi | Episodi     |
| Ordine | 1       | 2       | 3       | 4       | 5       | 6       | 7       | 8           |
| ------ | ------- | ------- | ------- | ------- | ------- | ------- | ------- | ----------- |
| 1      | Susan   | Susan   | Brenda  | Mandy   | Nikita  | Susan   | Vybe    | Lazy Susan  |
| 2      | Max     | Brenda  | Mandy   | Nikita  | Vybe    | Freya   | Freya   | Mandy Moobs |
| 3      | Nikita  | Vybe    | Vybe    | Vybe    | Freya   | Mandy   | Susan   | Vybe        |
| 4      | Mandy   | Karna   | Freya   | Susan   | Susan   | Vybe    | Mandy   | Freya Amani |
| 5      | Brenda  | Mandy   | Lucina  | Max     | Mandy   | Nikita  | Nikita  |             |
| 6      | Freya   | Max     | Susan   | Brenda  | Max     | Max     |         |             |
| 7      | Vybe    | Nikita  | Max     | Freya   | Brenda  |         |         |             |
| 8      | Olivia  | Freya   | Nikita  | Lucina  |         |         |         |             |
| 9      | Karna   | Lucina  | Karna   |         |         |         |         |             |
| 10     | Lucina  | Olivia  |         |         |         |         |         |             |

Legenda:
     La concorrente ha vinto la gara
     La concorrente è arrivata in finale ma non ha vinto la gara
     La concorrente è arrivata in finale, ma è stata eliminata
     La concorrente ha vinto la puntata
     La concorrente figura tra i primi ma non ha vinto la puntata
     La concorrente è salva ed accede alla puntata successiva (l'ordine di chiamata è casuale)
     La concorrente figura tra gli ultimi ma non ed è a rischio eliminazione
     La concorrente figura tra gli ultimi 2 ed è a rischio eliminazione
     La concorrente è stata eliminata

## Giudici
- Michelle Visage
- Rhys Nicholson
- Kita Mean
- Spankie Jackzon
- Isis Avis Loren

## Giudici ospiti
- Anita Wigl'it
- G Flip
- Kween Kong
- Ladyhawke
- Matthew Okine
- Peach PRC
- Sophie Monk
- Sasha Colby